# ヴェサリウスの柩
『ヴェサリウスの柩』（ヴェサリウスのひつぎ）は、日本の小説家麻見和史による推理小説である。
第16回鮎川哲也賞を受賞した、著者のデビュー作である。
単行本は、2006年9月29日に東京創元社より刊行された。装幀は、岩郷重力＋WONDER WORKZ。による。文庫版は、2012年5月31日に創元推理文庫より刊行された。装幀は松山はるみ、装画は武田典子による。
著者の麻見は「解剖実習用の遺体から謎のチューブが出てくるという着想を得て書き始めた。そこから事件を展開させるには医学生たちを描くのが自然だったため、大学の解剖学教室を舞台に選んだ」「モデルは東京大学本郷キャンパスであり、執筆に当たってはそこに出かけて構内を見て回った」と語っている。

## あらすじ
深澤千紗都は、国立大学法人東都大学の解剖学教室で助手として勤務している。2005年の5月下旬のある日、解剖実習の授業中に、ある女性の遺体の腹部に、長さ4センチメートル程度の細いシリコーンチューブが埋め込まれているのが発見される。その中には、教授の園部を脅迫しているかのような不気味な四行詩が書かれた紙片が収められていた。千紗都からそのことをきいた園部は、「警察に届けるのはやめておこう」と話す。しばらくの後、千紗都は医学部の標本室で、また別の不気味な四行詩が書かれた紙片を発見する。

## 主な登場人物
深澤千紗都（ふかざわ ちさと）
解剖学教室の助手。
園部芳雄（そのべ よしお）
教授。
野口基弘（のぐち もとひろ）
助教授。
小田島謙一（おだじま けんいち）
講師。
梶井耕平（かじい こうへい）
事務員。
加藤美幸（かとう みゆき）
職員。
近石達夫（ちかいし たつお）
技官。

## 書評
第16回鮎川哲也賞選評において、選考委員の笠井潔は「解剖学教室を舞台にした点で本作は目新しい」、島田荘司は「事象を把握する言葉や、事態を掘り下げて漸次思索する文章に、大いに共感的であった」「医学生の解剖実習の〈ご遺体〉からメッセージ入りの小さなカプセルが出てくるという発端も、なかなか未聞のものでこちらの意表を衝いた」、山田正紀は「全編にわたって〈死体博物館〉という雰囲気が濃厚であって、そのおぞましさが何とも頼もしい」とそれぞれ評している。